# اریک بوتگین
اریک فرناندو بوتگین (به پرتغالی: Eric Fernando Botteghin) مدافع اهل برزیل است که در شهر سائوپائولو و در تاریخ ۳۱ اوت ۱۹۸۷ به دنیا آمده‌است. اریک بوتگین در تیم‌های فوتبال باشگاه فوتبال پک زووله سابقهٔ حضور دارد.